# Witstaartbuulbuul
De witstaartbuulbuul (Baeopogon indicator) is een zangvogel uit de familie Pycnonotidae (buulbuuls).

## Verspreiding en leefgebied
Deze soort komt voor in westelijk en centraal Afrika en telt twee ondersoorten:
- B. i. leucurus: van Sierra Leone tot Togo.
- B. i. indicator: van Nigeria tot zuidelijk Soedan, westelijk Kenia, zuidelijk Congo-Kinshasa, noordwestelijk Zambia en noordelijk Angola.

## Status
De grootte van de populatie is niet gekwantificeerd maar de soort wordt omschreven als vrij algemeen. Op de Rode lijst van de IUCN heeft deze soort de status niet bedreigd.